# Mark Gordon
Mark Gordon (Newport News, 10 de outubro de 1956) é um produtor de cinema e televisão estadunidense. Foi o produtor executivo das séries de televisão e filmes Army Wives, Grey's Anatomy e  Criminal Minds, entre outras.
Foi presidente da Producers Guild of America. 